# Borsod, Gömör és Kishont
Borsod, Gömör és Kishont est un ancien comitat de Hongrie créé lors du traité de Trianon.